# Den unge Werthers lidelser
 Der er for få eller ingen kildehenvisninger i denne artikel, hvilket er et problem. Du kan hjælpe ved at angive troværdige kilder til de påstande, som fremføres i artiklen.

Den unge Werthers lidelser er en tysk roman af  Johann Wolfgang von Goethe. Romanen var hans anden roman. Den udkom i 1774 og gjorde med ét Goethe berømt i hele Tyskland. Romanen var et af de bedste eksempler på  Sturm und Drang-bevægelsen.

## Romanens forhistorie
Goethe havde som juristpraktikant i 1772 lært Charlotte Buff at kende. Hun var gift, så et forhold mellem dem kunne ikke komme på tale. Romanen er især præget af denne ulykkelige kærlighedshistorie, og romanens Lotte anses for at være Charlotte Buff.
Goethe blev også inspireret til romanen af en juristkollegas selvmord på grund af ulykkelig kærlighed.

## Romanens handling
Romanen er en brevroman, der var en populær genre. Hovedpersonen, Werther, er en ung borgersøn, som flygter væk fra byen og ud på landet for at nyde naturen og realisere sig selv. På landet møder han den skønne Lotte, som han meget hurtigt bliver lidenskabeligt forelsket i. Mens Lottes forlovede, Albert, er bortrejst, udvikler de to et platonisk forhold.
Da Albert vender hjem ændres situationen markant. Albert presser Lotte til at forklare Werther, at de ikke kan ses længere. Werther kan ikke komme sig over den tabte kærlighed og begår selvmord.

## Romanen som repræsentant for Sturm-und-Drang
Romanen var Sturm und Drang-periodens nøgleroman. Historien om den unge hovedperson (protagonist), der følger sine følelser i et og alt, og som udelukkende lever efter egne regler og opfattelser, er essensen af Sturm und Drang.
Werther kan hverken klare andre mennesker eller deres følelser, endsige er han i stand til at leve livet med de skuffelser, hans følelser må støde ind i. Selvmordet er den eneste mulighed.

## Betydning for den europæiske ungdom – Werther-feber
Romanen havde stor betydning for den europæiske ungdom, og mange har med denne Werther-feber set historiens første ungdomsoprør. Gamle dogmer og især den rationelle tankegangs idealisering af fornuften midt i denne oplysningsperiode behagede ikke ungdommen, der i stedet kastede sig ud i det følsomme og lidenskabelige. En rigtig ung mand gik klædt som Werther i romanen: Ridestøvler, gule ridebukser og blå jakke.
Ungdommen ville ikke anerkende autoriteterne, og ville kun sig selv. Werther er netop en ekstrem egoist, der sætter sine egne behov over andres, og da hans behov ikke opfyldes, er døden den eneste udvej.
Romanen blev hårdt angrebet af kirken, der førte sager med påstand om, at mange selvmord blev udøvet pga. bogens hovedperson. Hvor mange og om der overhovedet fandt selvmord sted er tvivlsomt.
Bogen blev pga. kirkeligt pres forbudt mange steder, bl.a. i København.
En pudsig historie er, at Napoleon under sit felttog i Tyskland i 1808 mødte Goethe, og Napoleon viste sig som en stor kender af romanen og endda gjorde Goethe opmærksom på en tekstfejl. Måske selve titlen: Die Leiden des jungen Werthers. (Det sidste s er overflødigt/en fejl).
| Bog | Spire Denne artikel om bøger og tidsskrifter er en spire som bør udbygges. Du er velkommen til at hjælpe Wikipedia ved at udvide den. |